# Saturn Awards 2021
La 46ª edizione dei Saturn Awards si è svolta il 26 ottobre 2021 per premiare le migliori produzioni cinematografiche e televisive distribuite nel periodo dal 15 luglio 2019 al 15 novembre 2020.
Le candidature sono state annunciate il 4 marzo 2021, mentre i vincitori il 27 ottobre dello stesso anno.

## Candidati e vincitori
I vincitori sono indicati in grassetto, a seguire gli altri candidati.

### Film

#### Miglior film di fantascienza
- Star Wars - L'ascesa di Skywalker (Star Wars: The Rise of Skywalker), regia di J. J. Abrams
- Ad Astra, regia di  James Gray
- Gemini Man, regia di  Ang Lee
- Lucy in the Sky, regia di  Noah Hawley
- Tenet, regia di  Christopher Nolan
- Terminator - Destino oscuro (Terminator: Dark Fate), regia di  Tim Miller

#### Miglior film fantasy
- C'era una volta a... Hollywood (Once Upon a Time in... Hollywood), regia di Quentin Tarantino
- Bill & Ted Face the Music, regia di Dean Parisot
- Jumanji: The Next Level, regia di Jake Kasdan
- Il re leone (The Lion King), regia di Jon Favreau
- Maleficent - Signora del male (Maleficent: Mistress of Evil), regia di Joachim Rønning
- Sonic - Il film (Sonic the Hedgehog), regia di Jeff Fowler
- Le streghe (The Witches), regia di Robert Zemeckis

#### Miglior film horror
- L'uomo invisibile (The Invisible Man), regia di Leigh Whannell
- Doctor Sleep, regia di Mike Flanagan
- Freaky, regia di Christopher Landon
- It - Capitolo due (It: Chapter Two), regia di Andrés Muschietti
- Midsommar - Il villaggio dei dannati (Midsommar), regia di Ari Aster
- Finché morte non ci separi (Ready or Not), regia di Matt Bettinelli-Olpin e Tyler Gillett
- Scary Stories to Tell in the Dark, regia di André Øvredal

#### Miglior film thriller
- Cena con delitto - Knives Out (Knives Out), regia di Rian Johnson
- Da 5 Bloods - Come fratelli (Da 5 Bloods), regia di Spike Lee
- L'inganno perfetto (The Good Liar), regia di Bill Condon
- The Irishman, regia di Martin Scorsese
- Mank, regia di David Fincher
- Diamanti grezzi (Uncut Gems), regia di Josh e Benny Safdie

#### Miglior film d'azione/di avventura
- Mulan, regia di Niki Caro
- Fast & Furious - Hobbs & Shaw (Fast & Furious Presents: Hobbs & Shaw), regia di David Leitch
- The Gentlemen, regia di Guy Ritchie
- 1917, regia di Sam Mendes
- Bad Boys for Life, regia di Adil El Arbi e Bilall Fallah
- El Camino - Il film di Breaking Bad (El Camino: A Breaking Bad Movie), regia di Vince Gilligan

#### Migliore trasposizione da fumetto a film
- Joker, regia di Todd Phillips
- Birds of Prey e la fantasmagorica rinascita di Harley Quinn (Birds of Prey (and the Fantabulous Emancipation of One Harley Quinn)), regia di Cathy Yan
- Bloodshot, regia di David S.F. Wilson
- The New Mutants, regia di Josh Boone
- The Old Guard, regia di Gina Prince-Bythewood

#### Miglior attore
- John David Washington - Tenet
- Daniel Craig - Cena con delitto - Knives Out (Knives Out)
- Delroy Lindo - Da 5 Bloods - Come fratelli (Da 5 Bloods)
- Ewan McGregor - Doctor Sleep
- Gary Oldman - Mank
- Aaron Paul - El Camino - Il film di Breaking Bad (El Camino: A Breaking Bad Movie)
- Joaquin Phoenix - Joker

#### Miglior attrice
- Elisabeth Moss - L'uomo invisibile (The Invisible Man)
- Rebecca Ferguson - Doctor Sleep
- Liu Yifei - Mulan
- Natalie Portman - Lucy in the Sky
- Daisy Ridley - Star Wars - L'ascesa di Skywalker (Star Wars: The Rise of Skywalker)
- Margot Robbie - Birds of Prey e la fantasmagorica rinascita di Harley Quinn (Birds of Prey (and the Fantabulous Emancipation of One Harley Quinn))
- Charlize Theron - The Old Guard

#### Miglior attore non protagonista
- Bill Hader - It - Capitolo due (It: Chapter Two)
- Adam Driver - Star Wars - L'ascesa di Skywalker (Star Wars: The Rise of Skywalker)
- Chris Evans - Cena con delitto - Knives Out (Knives Out)
- Ian McDiarmid - Star Wars - L'ascesa di Skywalker (Star Wars: The Rise of Skywalker)
- Robert Pattinson - Tenet
- Donnie Yen - Mulan

#### Miglior attrice non protagonista
- Ana de Armas - Cena con delitto - Knives Out (Knives Out)
- Zazie Beetz - Joker
- Ellen Burstyn - Lucy in the Sky
- Jamie Lee Curtis - Cena con delitto - Knives Out (Knives Out)
- Linda Hamilton - Terminator - Destino oscuro (Terminator: Dark Fate)
- Amanda Seyfried - Mank
- Jurnee Smollett - Birds of Prey e la fantasmagorica rinascita di Harley Quinn (Birds of Prey (and the Fantabulous Emancipation of One Harley Quinn))

#### Miglior attore emergente
- Kyliegh Curran - Doctor Sleep
- Ella Jay Basco - Birds of Prey e la fantasmagorica rinascita di Harley Quinn (Birds of Prey (and the Fantabulous Emancipation of One Harley Quinn))
- Julia Butters - C'era una volta a... Hollywood (Once Upon a Time in... Hollywood)
- Roman Griffin Davis - Jojo Rabbit
- Lexy Kolker - Freaks
- JD McCrary - Il re leone (The Lion King)

#### Miglior regia
- J. J. Abrams - Star Wars - L'ascesa di Skywalker (Star Wars: The Rise of Skywalker)
- Niki Caro - Mulan
- Mike Flanagan - Doctor Sleep
- Christopher Nolan - Tenet
- Gina Prince-Bythewood - The Old Guard
- Quentin Tarantino - C'era una volta a... Hollywood (Once Upon a Time in... Hollywood)
- Leigh Whannell - L'uomo invisibile (The Invisible Man)

#### Migliore sceneggiatura
- Quentin Tarantino - C'era una volta a... Hollywood (Once Upon a Time in... Hollywood)
- Mike Flanagan - Doctor Sleep
- Rick Jaffa e Amanda Silver, Lauren Hynek e Elizabeth Martin - Mulan
- Bong Joon-ho e Han Jin-won - Parasite (Gisaengchung)
- Christopher Nolan - Tenet
- Todd Phillips e Scott Silver - Joker
- Chris Terrio e J. J. Abrams - Star Wars - L'ascesa di Skywalker (Star Wars: The Rise of Skywalker)

#### Miglior montaggio
- Bob Ducsay - Cena con delitto - Knives Out (Knives Out)
- Maryann Brandon e Stefan Grube - Star Wars - L'ascesa di Skywalker (Star Wars: The Rise of Skywalker)
- Mike Flanagan - Doctor Sleep
- Jennifer Lame - Tenet
- Fred Raskin - C'era una volta a... Hollywood (Once Upon a Time in... Hollywood)
- Jinmo Yang - Parasite (Gisaengchung)

#### Miglior scenografia
- Barbara Ling - C'era una volta a... Hollywood (Once Upon a Time in... Hollywood)
- Rick Carter e Kevin Jenkins - Star Wars - L'ascesa di Skywalker (Star Wars: The Rise of Skywalker)
- Nathan Crowley - Tenet
- Mark Friedberg - Joker
- Patrick Tatopoulos - Maleficent - Signora del male (Maleficent: Mistress of Evil)
- Ra Vincent - Jojo Rabbit

#### Miglior colonna sonora
- John Williams - Star Wars - L'ascesa di Skywalker (Star Wars: The Rise of Skywalker)
- Ludwig Göransson - Tenet
- Nathan Johnson - Cena con delitto - Knives Out (Knives Out)
- Jaeil Jung - Parasite (Gisaengchung)
- Thomas Newman - 1917
- Trent Reznor e Atticus Ross - Mank

#### Migliori costumi
- Bina Daigeler - Mulan
- Erin Benach - Birds of Prey e la fantasmagorica rinascita di Harley Quinn (Birds of Prey (and the Fantabulous Emancipation of One Harley Quinn))
- Michael Kaplan - Star Wars - L'ascesa di Skywalker (Star Wars: The Rise of Skywalker)
- Arianne Phillips - C'era una volta a... Hollywood (Once Upon a Time in... Hollywood)
- Mayes C. Rubeo - Jojo Rabbit
- Albert Wolsky - Ad Astra

#### Miglior trucco
- Amanda Knight e Neal Scanlan - Star Wars - L'ascesa di Skywalker (Star Wars: The Rise of Skywalker)
- Bill Corso, Dennis Liddiard, Stephen Kelly e Bianca Appice - Bill & Ted Face the Music
- Robert Kurtzman e Bernadette Mazur - Doctor Sleep
- Shane Zander, Alec Gillis e Tom Woodruff Jr. - It - Capitolo due (It: Chapter Two)
- Arjen Tuiten e David White - Maleficent - Signora del male (Maleficent: Mistress of Evil)
- Norman Cabrera, Mike Hill e Mike Elizalde - Scary Stories to Tell in the Dark

#### Migliori effetti speciali
- Roger Guyett, Neal Scanlan, Patrick Tubach e Dominic Tuohy - Star Wars - L'ascesa di Skywalker (Star Wars: The Rise of Skywalker)
- Scott R. Fisher ed Allen Maris - Ad Astra
- Mark Hawker, Yael Majors e Greg Steele - Birds of Prey e la fantasmagorica rinascita di Harley Quinn (Birds of Prey (and the Fantabulous Emancipation of One Harley Quinn))
- Kristy Hollidge e Nicholas Brooks - It - Capitolo due (It: Chapter Two)
- Ken Egly e Robert Legato - Il re leone (The Lion King)
- Andrew Jackson, Andrew Lockley, Scott R. Fisher e Mike Chambers - Tenet
- Neil Corbould, Eric Barba, Vinod Gundre e Sheldon Stopsack - Terminator - Destino oscuro (Terminator: Dark Fate)

#### Miglior film indipendente
- Encounter, regia di Paul J. Salamoff
- Freaks, regia di Zach Lipovsky e Adam B. Stein
- Palm Springs - Vivi come se non ci fosse un domani (Palm Springs), regia di Max Barbakow
- Possessor, regia di Brandon Cronenberg
- The Aeronauts, regia di Tom Harper
- Angel of Mine, regia di Kim Farrant
- Il colore venuto dallo spazio (Color Out of Space), regia di Richard Stanley

#### Miglior film internazionale
- Parasite (Gisaengchung), regia di Bong Joon-ho
- Jojo Rabbit, regia di Taika Waititi
- The Nightingale, regia di Jennifer Kent
- Official Secrets - Segreto di stato (Official Secrets), regia di Gavin Hood
- Sputnik (Спутник), regia di Egor Abramenko
- La Gomera - L'isola dei fischi (La Gomera), regia di Corneliu Porumboiu

#### Miglior film d'animazione
- Onward - Oltre la magia (Onward), regia di Dan Scanlon
- Il piccolo yeti (Abominable), regia di Jill Culton
- La famiglia Addams (The Addams Family), regia di Greg Tiernan e Conrad Vernon
- Frozen II - Il segreto di Arendelle (Frozen II), regia di Chris Buck e Jennifer Lee
- Spie sotto copertura (Spies in Disguise), regia di Nick Bruno e Troy Quane
- Trolls World Tour, regia di Walt Dohrn e David P. Smith

### Televisione

#### Miglior serie televisiva di fantascienza
- Star Trek: Discovery
- Doctor Who
- Lost in Space
- Pandora
- Raised by Wolves - Una nuova umanità (Raised by Wolves)
- Star Trek: Picard
- Westworld - Dove tutto è concesso (Westworld)

#### Miglior serie televisiva fantasy
- For All Mankind
- Dark Crystal - La resistenza (The Dark Crystal: Age of Resistance)
- Locke & Key
- The Magicians
- Outlander
- The Twilight Zone
- The Witcher

#### Miglior serie televisiva horror
- The Walking Dead
- Creepshow
- Evil
- Fear the Walking Dead
- Lovecraft Country - La terra dei demoni (Lovecraft Country)
- Servant
- What We Do in the Shadows

#### Miglior serie televisiva d'azione/thriller
- Better Call Saul
- Castle Rock
- Jack Ryan
- The Outpost
- Pennyworth
- Riverdale
- Snowpiercer

#### Miglior serie televisiva di supereroi
- The Boys
- Batwoman
- The Flash
- Stargirl
- Supergirl
- The Umbrella Academy
- Watchmen

#### Miglior presentazione in televisione (meno di 10 episodi)
- The Mandalorian
- Amazing Stories
- Dracula
- The Haunting
- His Dark Materials - Queste oscure materie (His Dark Materials)
- Perry Mason

#### Miglior serie o film TV animato
- Star Wars: The Clone Wars
- BoJack Horseman
- I Griffin (Family Guy)
- Primal
- Rick and Morty
- I Simpson (The Simpsons)

#### Miglior attore in una serie televisiva
- Patrick Stewart - Star Trek: Picard
- Henry Cavill - The Witcher
- Mike Colter - Evil
- Grant Gustin - The Flash
- Sam Heughan - Outlander
- Jonathan Majors - Lovecraft Country - La terra dei demoni (Lovecraft Country)
- Bob Odenkirk - Better Call Saul

#### Miglior attrice in una serie televisiva
- Caitriona Balfe - Outlander
- Melissa Benoist - Supergirl
- Regina King - Watchmen
- Sonequa Martin-Green - Star Trek: Discovery
- Thandie Newton - Westworld - Dove tutto è concesso (Westworld)
- Candice Patton - The Flash
- Rhea Seehorn - Better Call Saul

#### Miglior attore non protagonista in una serie televisiva
- Doug Jones - Star Trek: Discovery
- Jonathan Banks - Better Call Saul
- Tony Dalton - Better Call Saul
- Michael Emerson - Evil
- Richard Rankin - Outlander
- Norman Reedus - The Walking Dead
- Luke Wilson - Stargirl

#### Miglior attrice non protagonista in una serie televisiva
- Danielle Panabaker - The Flash
- Natasia Demetriou - What We Do in the Shadows
- Cynthia Erivo - The Outsider
- Melissa McBride - The Walking Dead
- Colby Minifie - Fear the Walking Dead
- Sophie Skelton - Outlander
- Tessa Thompson - Westworld - Dove tutto è concesso (Westworld)

#### Miglior guest star in una serie televisiva
- Jon Cryer - Supergirl
- Giancarlo Esposito - The Mandalorian
- Mark Hamill - What We Do in the Shadows
- Jeffrey Dean Morgan - The Walking Dead
- Kate Mulgrew - Mr. Mercedes
- Billy Porter - The Twilight Zone
- Jeri Ryan - Star Trek: Picard

#### Miglior giovane attore in una serie televisiva
- Brec Bassinger - Stargirl
- Freya Allan - The Witcher
- Isa Briones - Star Trek: Picard
- Maxwell Jenkins - Lost in Space
- Madison Lintz - Bosch
- Cassady McClincy - The Walking Dead
- Erin Moriarty - The Boys

#### Miglior presentazione in streaming
- Enola Holmes, regia di Harry Bradbeer